# Статсмен
Округ Статсмен (англ. Stutsman County) располагается в штате Северная Дакота, США. Официально образован в 1873 году. По состоянию на 2013 год, численность населения составляла 21 120 человек.

## География
По данным Бюро переписи США, общая площадь округа равняется 5 951,826 км2, из которых 5 752,396 км2 — суша, и 77,000 км2, или 3,340 % — это водоёмы.

## Население
По данным переписи населения 2000 года в округе проживает 21 908 жителей в составе 8954 домашних хозяйств и 5649 семей. Плотность населения составляет 4,00 человека на км2. На территории округа насчитывается 9817 жилых строений, при плотности застройки около 2,00-х строений на км2. Расовый состав населения: белые — 97,53 %, афроамериканцы — 0,28 %, коренные американцы (индейцы) — 0,94 %, азиаты — 0,37 %, гавайцы — 0,04 %, представители других рас — 0,21 %, представители двух или более рас — 0,64 %. Испаноязычные составляли 0,93 % населения независимо от расы.
В составе 28,80 % из общего числа домашних хозяйств проживают дети в возрасте до 18 лет, 52,50 % домашних хозяйств представляют собой супружеские пары, проживающие вместе, 7,50 % домашних хозяйств представляют собой одиноких женщин без супруга, 36,90 % домашних хозяйств не имеют отношения к семьям, 32,70 % домашних хозяйств состоят из одного человека, 14,60 % домашних хозяйств состоят из престарелых (65 лет и старше), проживающих в одиночестве. Средний размер домашнего хозяйства составляет 2,28 человека, и средний размер семьи 2,89 человека.
Возрастной состав округа: 22,80 % — моложе 18 лет, 10,50 % — от 18 до 24, 25,70 % — от 25 до 44, 23,30 % — от 45 до 64, и 23,30 % — от 65 и старше. Средний возраст жителя округа — 40 лет. На каждые 100 женщин приходится 96,50 мужчин. На каждые 100 женщин старше 18 лет приходится 93,20 мужчин.
Средний доход на домохозяйство в округе составлял 33 848 USD, на семью — 42 853 USD. Среднестатистический заработок мужчины был 28 529 USD против 20 397 USD для женщины. Доход на душу населения составлял 17 706 USD. Около 6,80 % семей и 10,40 % общего населения находились ниже черты бедности, в том числе — 13,00 % молодежи (тех, кому ещё не исполнилось 18 лет) и 10,50 % тех, кому было уже больше 65 лет.